# La Roche aux mouettes
Pour plus de détails, voir Fiche technique et Distribution.
La Roche aux mouettes est un film français réalisé par Georges Monca et sorti en 1933, d'après un roman de Jules Sandeau paru en 1871.

## Synopsis
Marc Henry, le jeune fils d'un industriel lyonnais, est parti se refaire une santé à La Baule avec sa mère. En se promenant sur les quais, il fait la connaissance d'autres enfants du pays. Parmi eux Pierre Le Goff, un fils de marin-pécheur, qui l'entraîne avec les autres faire un tour en mer vers la Roche aux Mouettes pour un goûter. Malheureusement leur barque, mal amarrée, se fracasse sur les rochers à marée haute les empêchant de revenir à terre. Les enfants se retrouvent alors contraints de passer la nuit sur l'îlot en pleine tempête. Ils sont secourus dès le lendemain par le père Le Goff très inquiet, comme les autres parents, de ne pas les avoir vus rentrer au port. Mais le petit Marc manque à l'appel ...     

## Fiche technique
- Réalisation : Georges Monca
- Scénario : d'après le roman éponyme de Jules Sandeau (1871)
- Décorateur : Claude Bouxin
- Photographie : Jehan Fouquet, Hugo Scarciafico
- Musique : Henri Büsser, Christian Gaubert, Joseph-Eugène Szyfer
- Production : Star Films Édition
- Pays de production :  France
- Format :  Noir et blanc - 1,37:1 - 35 mm - son mono
- Durée : 73 minutes
- Lieux de tournage : La Baule et l'île de la Pierre-Percée au large de Pornichet.
- Date de sortie : 
  - France - 9 juin 1933
- Affiche : Jean-Adrien Mercier

## Distribution
- Yvonne Sergyl : Madame Henry
- René Ferté : Monsieur Henry
- Lucien Pacaud : Marc Henry[1]
- Daniel Mendaille : le père Le Goff
- Céline James[2] : la mère Le Goff
- Pierre Zimmerman : Pierre Le Goff
- Jean Coquelin : le curé
- Henri Lévêque : Jean de Kerlor
- Suzanne Stanley : Mlle Davidson[3]
- Jacques Derives
- Pierre Denols
- Ardy Reno